# Casa Rotchev
La casa Rotchev es una casa histórica ubicada en el Parque Histórico Estatal Fort Ross, en el estado de California, Estados Unidos. Construido en 1812, es el único edificio del Fort Ross que sobrevive del período del asentamiento de California de la Compañía ruso-americana. Es una de las pocas estructuras construidas por Rusia en los Estados Unidos y fue designada Hito Histórico Nacional en 1970 como la Casa del Comandante o Casa del Administrador, Fuerte Ross (este sitio en su conjunto también es un Monumento Histórico Nacional).
Sirve como un museo histórico y está abierto al público en general. En ella, se pueden apreciar elementos y objetos históricos de gran valor.

## Descripción e historia
Esta histórica edificación está ubicada en la costa norte de California del condado de Sonoma. Es una estructura de un solo piso que mide aproximadamente 36 por 48 pies (11 m × 15 m), construida con maderas de secoya escuadradas a mano y unidas por muescas en las esquinas. Está cubierto por un tejado a cuatro aguas de pendiente pronunciada, hecho de secoya dividida y tallada, colocado en tablones de hasta 23 pies (7,0 m) y hasta una pulgada (2,5 cm) de espesor. El tablón está cincelado en su lugar para ayudar a canalizar el agua lejos de los espacios entre los tablones. El interior está dividido en siete cámaras y una sala más grande.
El Fuerte Ross fue fundado en 1812 por un equipo de la Compañía ruso-americana bajo el liderazgo de Iván Aleksándrovich Kuskov, un comerciante y explorador, administrador de la compañía. El fuerte se vendió en 1841 a John Sutter y la empresa rusa lo abandonó en 1842. Después de esto, fue utilizada por William Benitz, el cual amplió la casa incluyendo dos pisos para su numerosa familia; también utilizada por James Dixon un período corto de tiempo. En 1869 la habitó Ada Fairfax junto a su madre y su séquito después de la muerte de su marido. Por último se instaló la familia Call, quienes mantuvieron su centro de operaciones en la propiedad hasta principios de 1878; además, también funcionó como un hotel hasta principios del siglo XX.
La casa Rotchev empezó a desmoronarse y en 1925 comenzaron a tomar medidas de restauración a su apariencia original con una nueva base, un techo de 2 aguas, una cocina y finalmente los dos pisos se eliminaron en 1926 y el porche en 1945. Se siguió reparando tras la Segunda Guerra Mundial. En 1971 la casa se dañó por un incendio provocado, en ese entonces funcionaba como museo de Fort Ross y lo que acabó más dañado fue el techo, con un ático que almacenaba artefactos del museo, que resultaron dañados e incluso algunos robados.
Finalmente la casa fue de nuevo abierta al público en 1974 y los planes que tienen a futuro son la restauración interior como podría haber sido la vivienda original de la familia Rotchev, la cual era una familia acomodada y con lujos. 
Lleva el nombre del último comandante ruso, Alexander Rotchev, quien la habitó con su familia.